# Szamur
A Szamur (oroszul: Самур, azeriül: Samurçay) folyó az Oroszországhoz tartozó Dagesztán területén, de egy több kilométeres szakaszon a folyó mentén húzódik az orosz–azeri határ is.

## Földrajza
A Szamur a Nagy-Kaukázus hegyeinek gleccsereiből és hegyi forrásaiból ered a Guton-hegy északkeleti oldalán 3648 méteres magasságban. A hegyektől 7 km-re leereszkedve egyik mellékfolyója, a Kalakur csatlakozik hozzá, amely 3730 méteres magasságból ered. A folyó teljes hossza 216 km, vízgyűjtő területe 7330 km2. A folyó felső és középső szakaszai Oroszország területén keresztül, az alsó szakaszok Azerbajdzsánon keresztül folynak, és alkotják az orosz- azeri határt. Miután felvette másik jelentősebb mellékfolyóját, az Usuxçayt, a folyó szélessége jelentősen megnő. Miután a folyó a nyílt Kaszpi-medencébe ér, ahol Derbent közelében több ágra szakad, a 34 km-es Tahirçay és a 28 km-es Uğar folyókra oszlik, majd hamarosan a Kaszpi-tengerbe torkollik, hordaléktartalma ekkor már eléri az 1950 g/m3-t. A folyót elsősorban eső és felszín alatti vizek táplálják, melyek térfogata a következőképpen oszlik meg: 42% esőből, 32% felszín alatti vizekből, 22% hóból, 4% pedig a gleccserekből származik. A folyó öntözővizet juttat a Szamur-Abşeron-csatornához, amely délre halad a Ceyranbatan-víztározóig.

## Galéria

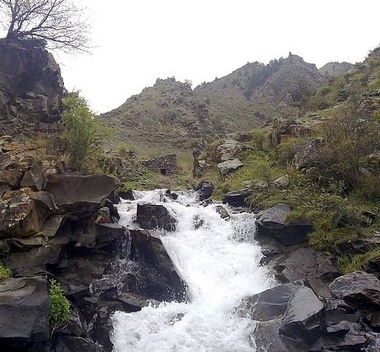
A Nagy-Kaukázus lejtőin lezúduló felső szakasz
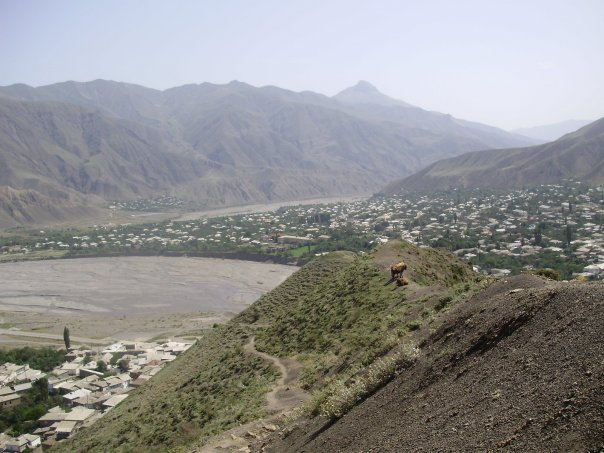
A folyó Ahti városánál
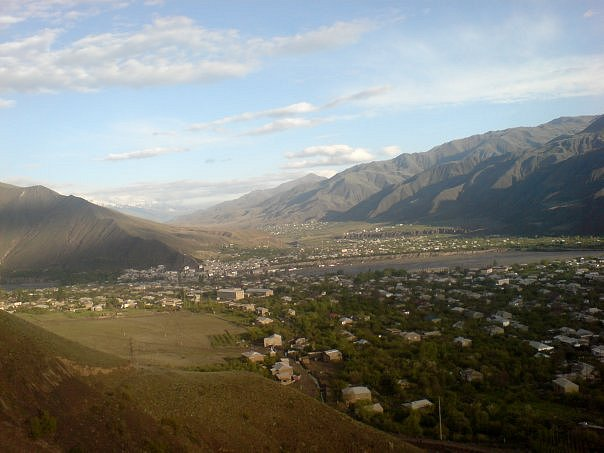
A folyóvölgy a másik irányból

## Fordítás
- Ez a szócikk részben vagy egészben  a   Samur (river) című angol Wikipédia-szócikk ezen változatának fordításán alapul.  Az eredeti cikk szerkesztőit annak laptörténete sorolja fel. Ez a jelzés csupán a megfogalmazás eredetét és a szerzői jogokat jelzi, nem szolgál a cikkben szereplő információk forrásmegjelöléseként.